# CP戦士ぶちエージャー
CP戦士ぶちエージャーは、山口ケーブルビジョンが製作・放送していた、ローカル戦士番組である。放送期間は2007年2月3日〜2009年1月2日。
2008年4月5日にNHK衛星第2テレビジョンで放送された「CATVネットワーク～すばらしき私の街～」で当番組が取り上げられた。

## あらすじ
商店街を乗っ取ろうと企てる怪人わやスラーによって、商店街で繰り返される悪事により、みんなの愛する商店街に最大の危機が迫っていた。この商店街のピンチに大内氏の時代にスペインから密かに持ち込まれたという伝説の鐘「愛と平和の鐘」が鳴り響くと、正義の戦士ぶちエージャーが誕生。必殺技のクロスパワービームでわやスラー一味を倒し、商店街の平和を守っていく。

## 放送時間
現在は放送が終了している。
毎日3回、以下の時間にリピート放送されていた。
09:30-09:45（土日のみ） / 17:00-17:15 / 22:30-22:45
毎日放送していたが、毎週土曜09:30から1週間同じものを放送していた。

## 出演
ぶちエージャー（英 BuchiEighger）
この番組の主役であり、商店街のヒーロー。
ベルトにエースカードをセットすることにより、ぶちエージャーエースに変身する。力は数倍アップする。
公式サイトに記載されていない情報で、ぶちエージャーマスクにあるツノのようなものはぶちエーセンサーといい、悪いヤツを感知するセンサーがある。握られるとクロスパワーが抜けてしまう。
ぶちエージャンヌ（英 BuchiEighjanne）
第55回（2008年6月28日 - ）から登場。女性が愛と平和の鐘を鳴らすことによって変身。武器はクロスパワーロッド。クロスパワーブラストが必殺技。能力は未知数である。ぶちエージャーと違い、変身後の姿は青い装備で半袖。
わやスラー
長い歴史を持つ悪の貴族・わやスラー一族の御曹司で、山口商店街を乗っ取り、自由し放題でにできるわやスラー商店街にしようと企んでいるが、ぶちエージャーにやられっぱなし。夏は下地が軽装で涼しげ。
テレンコ・パレンコ
テレンコは黒のタイツにゴールドマスク。パレンコは黒のタイツにシルバーマスク。
わやスラーの手下。流行のファッションに敏感。最近、マスクの質が若干落ちた様子。
商店街の人々
ホームページのバックナンバーを参照。

## 使用武器
- わらスラー
- 悪の杖ツバエルン - わやスラー一族に代々伝わる悪の杖。この杖で様々な悪の術を使い、商店街の人たちやぶちエージャーを苦しめる。
- スイバリヤー - わらスラー一族に代々伝わる悪の剣。一見ただの爪楊枝だが、その威力は絶大（第17～18話参照）。

## 主題歌
『CP戦士ぶちエージャー』
作詞：和田カマリ 作曲・歌：前田達也
この番組のテーマソングであり、体操も存在している。
ぶちエージャンヌが登場するときはこの曲のアレンジバージョンが流れている。